# Marcel Zang
Pour les articles homonymes, voir Zang.
Marcel Zang, né le 2 mars 1954, est un écrivain, poète et auteur dramatique français d'origine camerounaise.

## Biographie
Marcel Zang est né le 2 mars 1954 à Meyila dans le sud du Cameroun, pays qu'il quitte avec ses parents à l'âge de neuf ans. Il fait paraître des textes dans des journaux, magazines, revues et publie par ailleurs quelques poèmes. Ses pièces de théâtre seront publiées aux éditions Actes Sud. En 2004, Marcel connaît la consécration grâce à la pièce La danse du pharaon, un drame en cinq actes racontant l'histoire de deux protagonistes dans une prison. En 2005, il reçoit le prix de la SACD, la Société des auteurs et compositeurs dramatiques, pour son œuvre L'Exilé.
Il s’installe, vit et travaille à Nantes. Il est décédé le 21 mai 2016 d'une grave maladie.

## Œuvres
- Mon Général, primée par le Centre national du théâtre en 2011, sera montée à l’Art Studio Théâtre à Paris par Kazem Shahryari.
- Pure vierge, (Ed. Actes Sud-papiers)